# Penombra (film)
Penombra è un film erotico in costume del 1986 diretto da Alex Romano (alias Bruno Gaburro).
Alcune scene furono riutilizzate dai precedenti film di Gaburro sulla famiglia Reininger, Malombra e Maladonna.
Fu l'ultima interpretazione di Paola Senatore.

## Trama
Maria è una ricca donna sposata con Osvaldo, nobile proprietario terriero. La sua vita è totalmente votata alla passione sessuale e all'erotismo tanto che, dopo anni di tristezza con suo marito, ella ritrova la passione con il suo antico amante Alessio, un uomo ancora molto affascinante. Ma questi, interessato più al suo denaro che al suo amore, la tradisce e accidentalmente l'uccide sparandole al cuore. Osvaldo si reca allora in un convento dove si trova Carlotta, gemella di Maria, donna molto timida e riservata che viene trasferita nella lussuosa villa di Osvaldo in campagna. Carlotta, identica a Maria nell'aspetto fisico, diventa oggetto delle perversioni di Osvaldo che la fa spogliare sovente davanti al quadro della moglie defunta. All'arrivo di Marco, nipote di Osvaldo, con il suo precettore Massimo, Carlotta inizia un'eccitante storia d'amore, sesso e perversione con quest'ultimo, tanto da provocare la morte di Osvaldo che, dal doloroso dispiacere, viene stroncato da un infarto.